# Văn bản giấy cói Edwin Smith

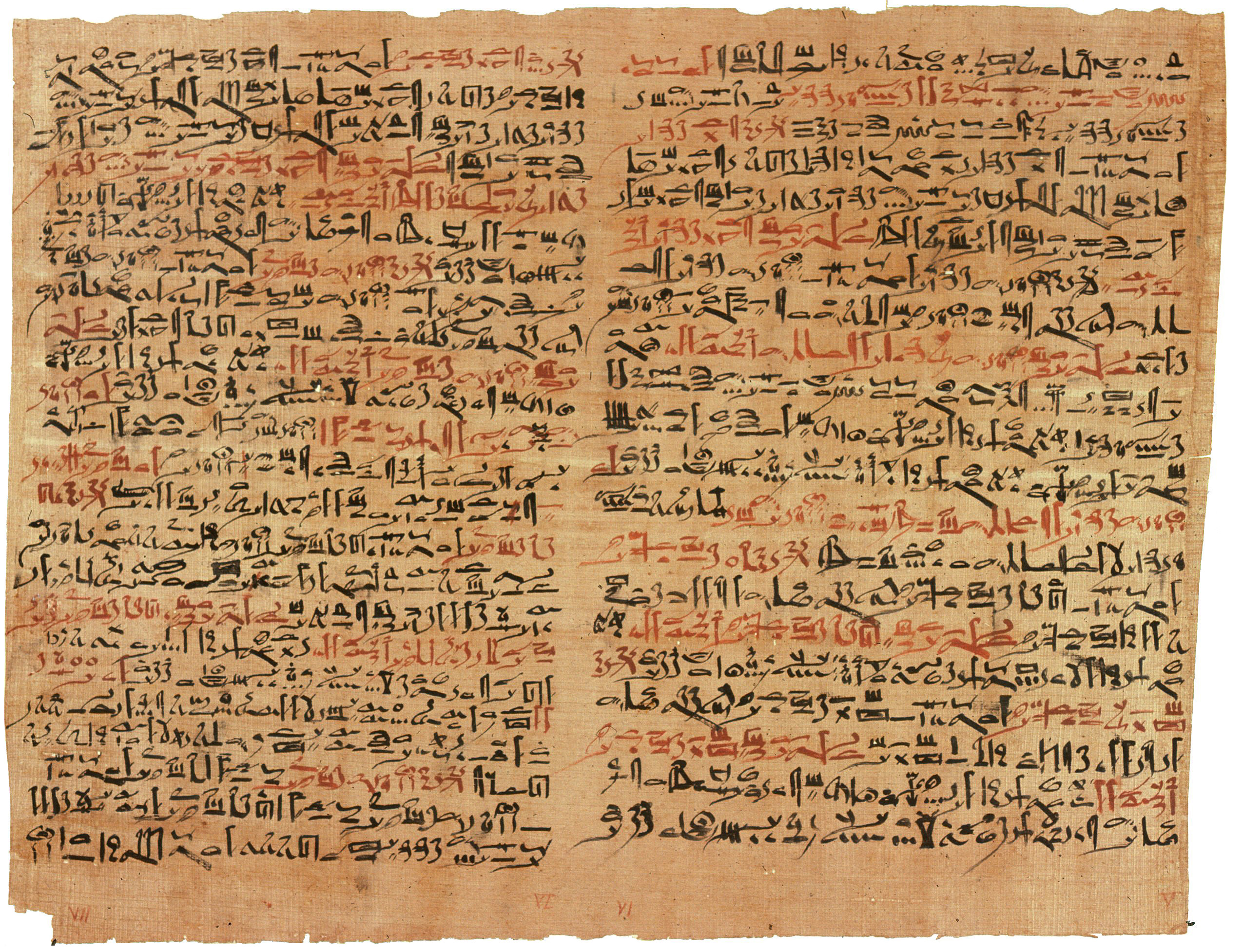

Văn bản giấy cói Edwin Smith là một trong những tác phẩm y học cổ nhất. Đây cũng là một trong những tác phẩm y học xuất sắc nhất thời Ai Cập cổ đại. Sở dĩ có tên như trên vì người phát hiện ra nó là Edwin Smith. Tác giả của tác phẩm này là Imhotep, một vị danh y của Ai Cập cổ đại. Có thể tác phẩm được viết vào khoảng năm 1600 TCN. Trong tác phẩm này, ông đã thể hiện sự tiến bộ của mình so với những người cùng thời: Những lý thuyết y học không hề chứa một ý tưởng ma thuật nào. Ở trong này có hình ảnh một bác sĩ khâu một vết thương. Đó chính là phẫu thuật, một trong những đóng góp lớn nhất của người Ai Cập cổ đại đối với y học thế giới. Trong tác phẩm này, Imhotep chỉ ra 48 cách điều trị vết thương hoặc bệnh tật bằng cách mổ xẻ các bộ phận như đầu, cổ, vai, vú và ngực. Sách này cũng chứa thông tin về hiện tượng gãy xương, mà hầu như có được bởi sự nghiên cứu khám các chỗ bị thương của những người lao dịch trong thời gian xây kim tự tháp. 